# Josef František

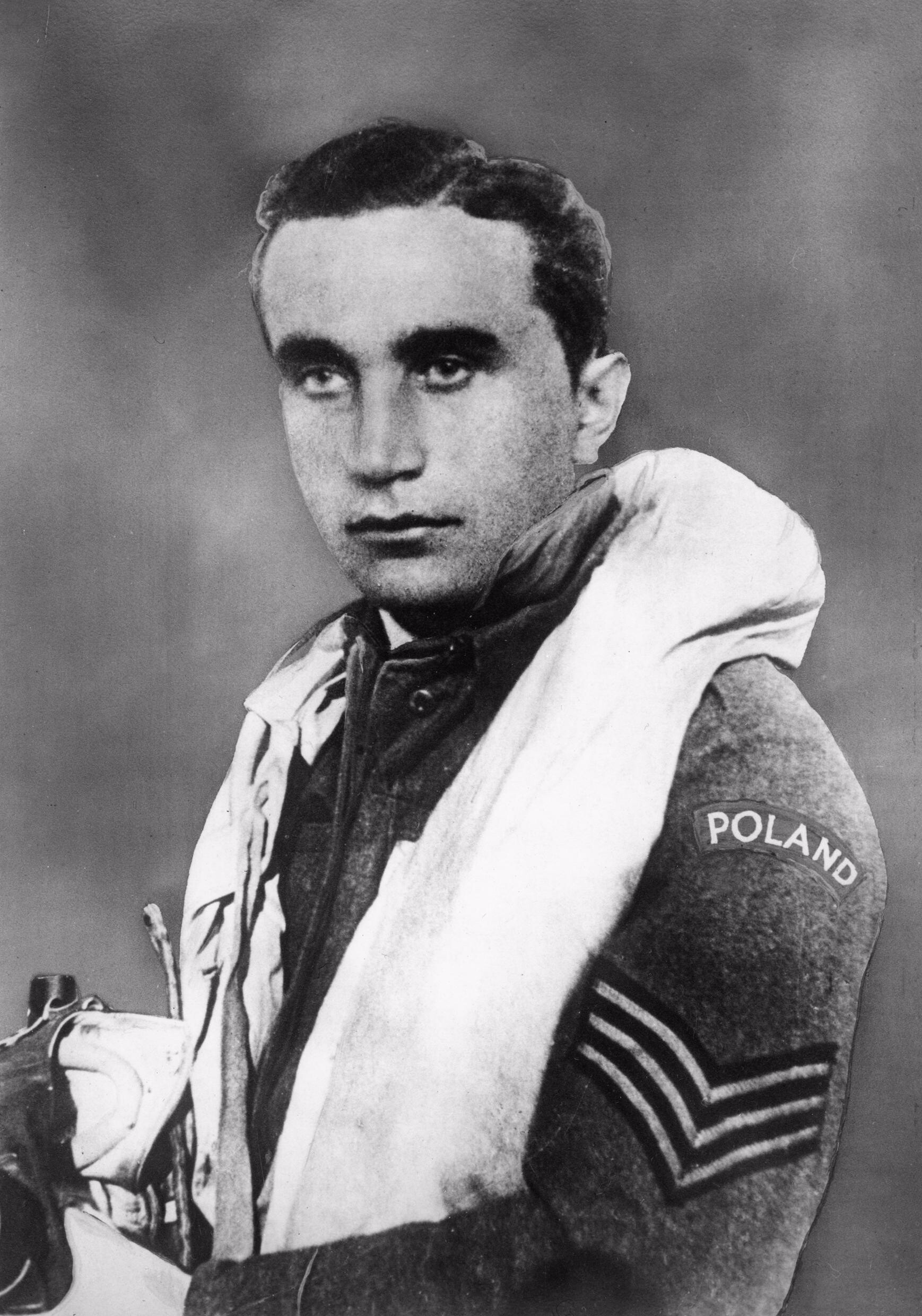
Josef František

Sergeant Josef František (* 7. Oktober 1914 in Otaslavice, Österreich-Ungarn; † 8. Oktober 1940) war ein tschechoslowakischer Pilot und während des Zweiten Weltkrieges ein As. Er diente für die Luftstreitkräfte der Tschechoslowakei, Polens, Frankreichs und des Vereinigten Königreichs. Während der Luftschlacht um England war er der erfolgreichste ausländische Jagdpilot der Royal Air Force. Nur drei britische Piloten waren erfolgreicher als er.
František trat der tschechoslowakischen Luftwaffe im Jahr 1936 bei. Im Jahr 1938 wurde er Jagdpilot auf einer Avia B.534 der 40. Jagdstaffel in Prag. Nach der Zerschlagung der  Tschechoslowakei emigrierte er, wie viele andere Soldaten, nach Polen, um dort in die polnische Luftwaffe einzutreten. Dort wurde er Fluglehrer an der Offiziershochschule der Polnischen Luftstreitkräfte in Dęblin.
Während des deutschen Überfalls auf Polen war er einer Aufklärungsstaffel zugeteilt. Hier flog er eine RWD-8. Da die Maschine unbewaffnet war, bombardierte er deutsche Truppen mit Handgranaten. Am 20. September wurde er über Złoczów abgeschossen, jedoch von polnischen Piloten, die unter Feindfeuer landeten, gerettet. Am 22. September bekam seine Einheit den Befehl sich nach Rumänien zurückzuziehen.
Über Nordafrika gelangte er schließlich nach Frankreich, wo er in die Armée de l’air eintrat und 11 Feindmaschinen vernichtete. Hierfür wurde er mit dem Croix de guerre ausgezeichnet.
Nach der Niederlage Frankreichs wurde František nach England evakuiert und der Dywizjon 303 (No. 303 Polish Squadron) zugeteilt, die in Northolt stationiert war. Eine Versetzung zu einer tschechoslowakischen Einheit lehnte er mehrfach ab. In der Dywizjon 303 flog  František ein Jagdflugzeug vom Typ Hawker Hurricane. Sein erster bestätigter Abschuss in der Royal Air Force war eine Messerschmitt Bf 109 am 2. September 1940. Wie zuvor in Polen verstieß František auch bei der RAF immer wieder gegen die militärische Disziplin. So brach er immer wieder aus der Formation aus, um alleine zur Kanalküste zu fliegen. Dort lauerte er deutschen Flugzeugen auf, die auf dem Rückflug nach Frankreich waren. Weil František mit seiner Methode sehr erfolgreich war, erklärten ihn seine Vorgesetzten schließlich zum Gast der Staffel, um ihn nicht mehr disziplinarisch belangen zu müssen. Er fiel am 8. Oktober, als er aus ungeklärten Gründen abstürzte. Einige seiner Kameraden spekulierten über Suizid. Insgesamt schoss František mindestens 17 Feindflugzeuge in nur fünf Wochen ab. František wurde mit einer Reihe von Orden ausgezeichnet, unter anderem der Virtuti Militari und der Distinguished Flying Medal mit Spange. Sein Grab befindet sich auf dem Friedhof von Northwood, wo rund 50 polnische Piloten bestattet wurden.
2015 erhielt er posthum den tschechischen Orden des weißen Löwen.